# Ischnocnema henselii
Ischnocnema henselii é uma espécie de anfíbio  da família Brachycephalidae. Pode ser encontrada nas florestas de araucárias no Brasil, nos estados de Santa Catarina e Rio Grande do Sul, e na Argentina, na província de Misiones; possivelmente ocorra no Paraguai.